# Electronic Entertainment Expo 2005

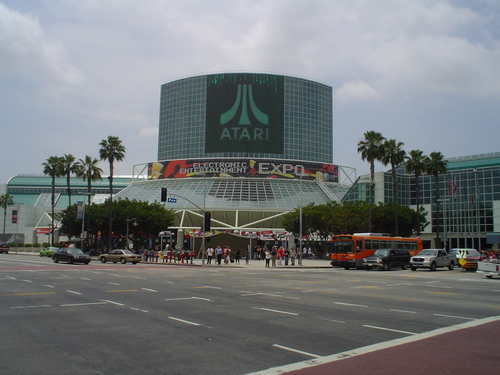
Le Los Angeles Convention Center lors de l'E3 2005

L’Electronic Entertainment Expo 2005, communément appelé E3 2005, est la 11e édition de l'Electronic Entertainment Expo, un salon exclusivement consacré aux jeux vidéo. Il s'est tenu du 18 au 20 mai au Los Angeles Convention Center (LACC) à Los Angeles.
Voici la liste des nommés :
Note : MP signifie Multi Plates-formes et indique que le jeu sort sur plusieurs supports parmi : PC, PlayStation 2 (PS2), GameCube (NGC), Xbox ou autres.

## Meilleur jeu du salon

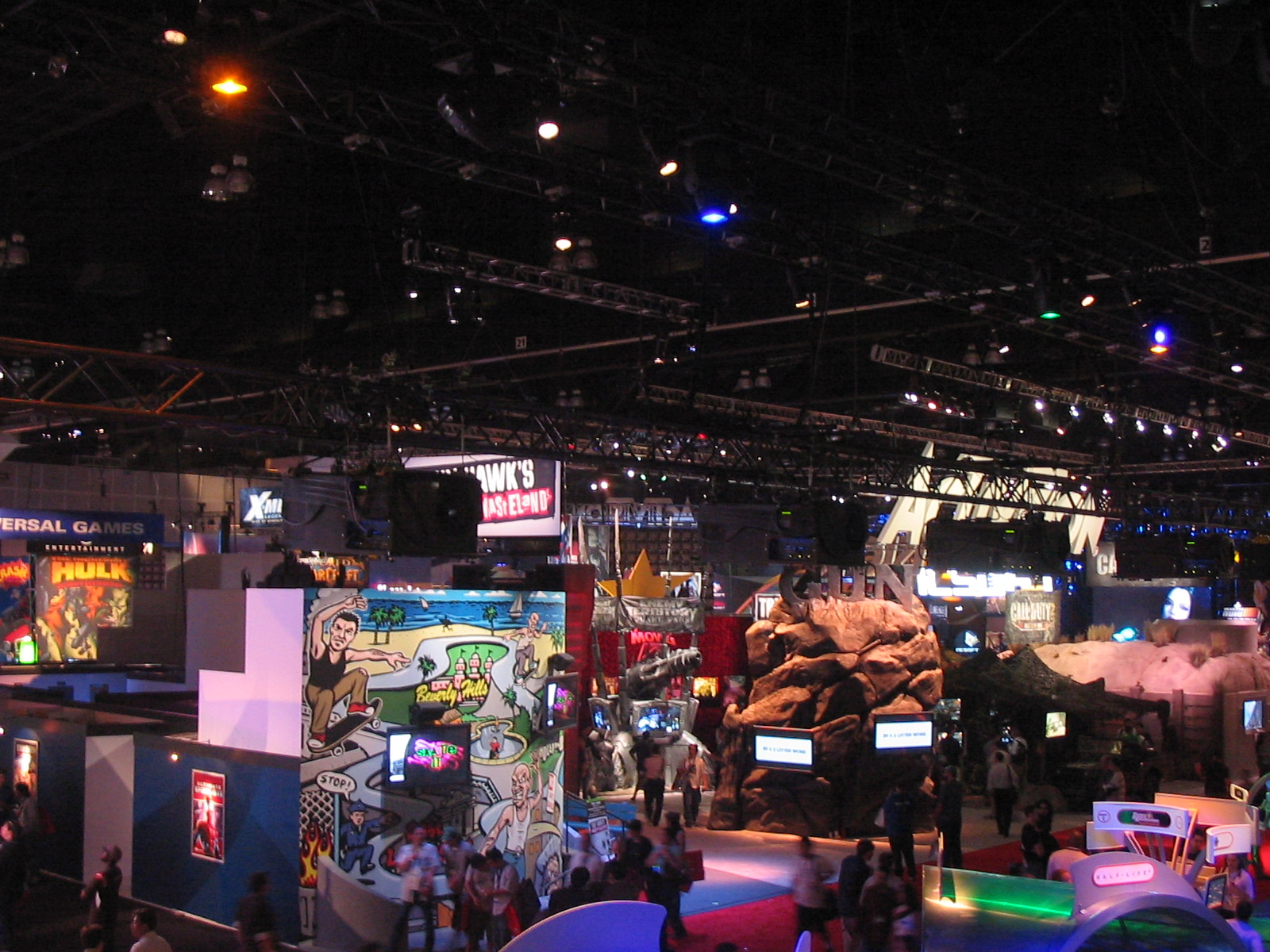
Vue intérieure d'un des espaces du salon.

- FEAR (Monolith Productions/Vivendi Universal Games sur PC)
- Gears of War (Epic Games/Microsoft Games Studio sur Xbox 360)
- Spore (Maxis/Electronic Arts sur PC)
- The Legend of Zelda: Twilight Princess (Nintendo sur GameCube)

Note : la PlayStation 3 et la Wii n'étaient pas éligibles étant donné que les membres du jury n'avaient pas eu l'occasion d'essayer les consoles à la différence de la Xbox 360, jouable sur plusieurs stands.

## Meilleur jeu original
- Fahrenheit (Quantic Dream/Atari sur PC, PlayStation 2, Xbox)
- Nintendogs (Nintendo sur Nintendo DS)
- Ōkami (Clover Studios/Capcom sur PlayStation 2)
- Shadow of the Colossus (Sony CE Japan/Sony CE sur PlayStation 2)
- Spore (Maxis/Electronic Arts sur PC)

## Meilleur jeu PC
- Age of Empires III (Ensemble Studios/Microsoft Games Studios sur PC)
- Battlefield 2 (Digital Illusions/Electronic Arts sur PC)
- F.E.A.R. (Monolith Productions/Vivendi Universal Games sur PC)
- Prey (Human Head Studios/3D Realms/2K Games sur PC)
- Spore (Maxis/Electronic Arts sur PC)

## Meilleur jeu console
- Black (Criterion Games/Electronic Arts sur PlayStation 2, Xbox)
- Gears of War (Epic Games/Microsoft Games Studios sur Xbox 360)
- Ōkami (Clover Studios/Capcom sur PlayStation 2)
- Shadow of the Colossus (SCEI/SCEA sur PlayStation 2)
- The Legend of Zelda: Twilight Princess (Nintendo sur GameCube)

## Meilleure prise en main
- Burnout Legends (Criterion Games/Electronic Arts sur PSP)
- Infected (Planet Moon Studios/Majesco Games sur PSP)
- Mario Kart DS (Nintendo sur Nintendo DS)
- Nintendogs (Nintendo sur Nintendo DS)
- SOCOM: U.S. Navy SEALs - Fireteam Bravo (Zipper/SCEA sur PSP)

## Meilleur périphérique/hardware
- Game Boy Micro (Nintendo)
- Gizmondo (Tiger Telematics)
- PlayStation 3 (Sony Computer Entertainment/ Nvidia/IBM)
- Xbox 360 (Microsoft)

## Meilleur jeu d'action
- Battlefield 2 (Digital Illusions/Electronic Arts sur PC)
- Black (Criterion Games/Electronic Arts sur PS2, Xbox)
- Call of Duty 2 (Infinity Ward/Activision sur PC, Xbox 360)
- FEAR (Monolith Productions/Vivendi Universal Games sur PC)
- Gears of War (Epic Games/Microsoft sur Xbox 360)

## Meilleur jeu d'action/adventure
- Ōkami (Clover Studios/Capcom sur PlayStation 2)
- King Kong (Peter Jackson's King Kong) (UbiSoft sur All Platsurms)
- Shadow of the Colossus (SCEI/SCEA sur PlayStation 2)
- The Legend of Zelda: Twilight Princess (Nintendo sur GameCube)
- Ultimate Spider-Man (Treyarch/Activision sur GameCube, PlayStation 2, Xbox)

## Meilleur jeu de combat
- Marvel Nemesis: Rise of the Imperfects (Nihilistic/EA sur GC/PS2/Xbox/PSP)
- Mortal Kombat: Shaolin Monks (Paradox/Midway Games sur PlayStation 2/Xbox)
- Soul Calibur III (Namco sur PlayStation 2)
- The Con (Think and Feel/Sony sur PSP)

## Meilleur jeu de rôle
- City of Villains (Cryptic Studios/NC Soft sur PC)
- Dragon Quest VIII: Journey of the Cursed King (Level 5/Square Enix sur PS2)
- Hellgate: London (Flagship Studios/Namco sur PC)
- Kingdom Hearts 2 (Square Enix sur PS2)
- The Elder Scrolls IV: Oblivion (Bethesda Softworks sur PC / Xbox 360)

## Meilleur jeu de course
- Burnout Legends (Criterion Games/Electronic Arts sur PSP)
- Burnout Revenge (Criterion Games/Electronic Arts sur PlayStation 2/Xbox)
- Full Auto (Pseudo Interactive/Sega sur Xbox 360)
- Mario Kart DS (Nintendo sur Nintendo DS)
- Need for Speed Most Wanted (Electronic Arts sur All Platsurms)

## Meilleure simulation
- Les Sims 2 (Electronic Arts sur All Consoles)
- Nintendogs (Nintendo sur Nintendo DS)
- Spore (Maxis/Electronic Arts sur PC)
- The Movies (Lionhead Studios/Activision sur PC)
- Trauma Center: Under the Knife (Atlus Co. sur Nintendo DS)

## Meilleur jeu de sport
- Blitz: The League (Midway sur PS2/Xbox)
- Madden NFL 06 (EA Sports/Electronic Arts sur All Platsurms)
- Tony Hawk's American Wasteland (Neversoft/Activision sur All Platsurms)
- Top Spin 2 (2K Sports sur Xbox 360)
- Virtua Tennis: World Tour (Sega sur PSP)

## Meilleur jeu de stratégie
- Age of Empires III (Ensemble Studios/Microsoft sur PC)
- Civilization IV (Firaxis Games/2K Games sur PC)
- Company of Heroes (Relic/THQ sur PC)
- Rise of Nations: Rise of Legends (Big Huge Games/Microsoft sur PC)
- Star Wars: Empire at War (Petroglyph Games/LucasArts sur PC)

## Meilleur jeu de puzzle
- EyeToy: Kinetic (SCEE London Studio/SCEA sur PS2)
- Mario Party 7 (Hudson/Nintendo sur GameCube)
- Meteos (Q Entertainment/Nintendo sur Nintendo DS)
- Odama (Vivarium/Nintendo sur GameCube)
- We ♥ Katamari (Namco sur PS2)

## Meilleur jeu multijoueurs
- Auto Assault (NetDevil/NCSoft sur PC)
- Battlefield 2 (Digital Illusions/Electronic Arts sur PC)
- City of Heroes (Cryptic Studios/NCSoft sur PC)
- SOCOM: U.S. Navy SEALs - Combined Assault (Zipper Interactive/SCEA sur PS2)
- Star Wars: Battlefront 2 (Pandemic Studios/LucasArts sur PC, PS2, Xbox)
- Mario Party 7 (Hudson/Nintendo sur GameCube)